# كوبيتيس مغربي
الكوبيتيس المغربي هو نوع من الأسماك ذات الزعانف في عائلة أسماك اللخ. أدت المنافسة إلى انخفاض عدد سكان Cobitis marrocana.

## التصنيف
تصنيف الكوبيتيس المغربي هو كما يلي:
- مملكة الحيوان.
- الأسرة في اللغات الحبليات.
- فئة الأكتينوبتريجي.
- ترتيب سيبرينيفورميس.
- عائلة أسماك اللخ.[2]

## علم الأحياء
تم تسجيل الكوبيتيس المغربي الآن على أنها عرضة لأن تصبح من الأنواع المهددة بالانقراض بسبب حقيقة أن لديها الآن نوعًا منافسًا يسمى ليبوميس. أدت المنافسة إلى انخفاض عدد سكان الكوبيتيس المغربي. التأثير السلبي الآخر الذي يمكن أن يؤثر على السكان أيضًا هو تأثير التلوث على موطن الكوبيتيس المغربي.

## الحجم
يبلغ متوسط حجم الذكر غير المجنس حوالي 8 سم.